# Roser Amadó i Cercós
Roser Amadó i Cercós (Barcelona, 22 de gener de 1944 - 12 de setembre de 2023) fou una arquitecta catalana.

## Biografia
Va estudiar a l'Escola Tècnica Superior d'Arquitectura de Barcelona, on es va titular en 1968. Treballà associada a Lluís Domènech i Girbau.
La seva obra se situa entre el racionalisme eclèctic i l'arquitectura avantguardista, amb influència de l'estil internacional, i amb especial èmfasi en valors com el funcionalisme i l'espacialisme.
Van ser autors de la reconversió de l'editorial Montaner i Simón en la Fundació Antoni Tàpies (1986-1990), així com de la nova seu de l'Arxiu de la Corona d'Aragó (1990-1993). També van ser els responsables del projecte del centre històric de Lleida (1981-1984), compost pel Palau de Justícia, l'ascensor de Canyeret, l'escola Cervantes i el parc de Màrius Torres.
Per als Jocs Olímpics de Barcelona de 1992 van projectar a la Vila Olímpica del Poblenou l'edifici d'oficines Eurocity 1 (1989-1992), amb un cos quadrat de dues plantes elevat sobre el sòl per una estructura metàl·lica de malla lleugera.
Altres obres seves són: l'edifici d'habitatges del carrer del del Rec Comtal, 20, de Barcelona (1982-1985), la seu social de Carburos Metálicos SA (1990-1994), la nau d'emmagatzematge d'Honda a Santa Perpètua de Mogoda (1992-1993), una illa de 240 habitatges al centre comercial de La Maquinista (1999-2003), l'Hotel Chic & Basic a Amsterdam (2006-2007), la Casa Semàfor i la Caserna dels Carrabiners al Prat de Llobregat (2006 -2009) i el Teatre Núria Espert a Sant Andreu de la Barca (2004-2010).
El 2001 va fundar l'empresa B01 Arquitectes al costat de Lluís Domènech, Ramon Domènech, Carles Cortadas, Sander Laudy i Laura Pérez.
El 12 de setembre de 2023 morí a Barcelona i fou enterrada al cementiri de Sant Gervasi.